# Землетрясение в Фергане (2011)
Землетрясение в Фергане 20 июля 2011 года — сильное землетрясение магнитудой 6,1 на границе Кыргызстана, Таджикистана и Узбекистана произошло в 01 час 35 минут ночи по местному времени в 42 км к юго-западу от Ферганы. Гипоцентр землетрясения залегал на глубине 18 километров на территории Кыргызстана. Землетрясение является по сути форшоком землетрясения магнитудой 4,7 в 75 км к востоку от Душанбе, которое случилось одиннадцатью часами ранее.

## Последствия
В Маргилане некоторые из старых домов уничтожены. В южной части Кыргызстана десятки тысяч жителей, некоторые из госпиталей остались без электричества. Шоссе, связывающее Баткен с Ошом было закрыто из-за горных обвалов. Трансформаторная подстанция в Кадамджайскоме (Кыргызстан) прекратила работу, а, соответственно, прекратилась подача электричества в деревни Кадамжай, Тулгоне, Кызыл-Булун, Халмион, Охне, Яргутане, Тамас (подача электричества была возобновлена спустя 17 часов). В узбекском Хамза, что в 40 км от эпицентра, госпиталь переполнен ранеными, а многие из домов частично разрушены. По меньшей мере, 800 домов разрушены в Ферганской долине. 125 домам нанесён урон в киргизском районе Чонг-Алай. В Жекенди в 67 домах появились трещины (52 из них нужен ремонт). В Сива 58 домам нанесён урон и 49 из них требуется ремонт. Также был нанесён урон многим домам в Сулукта, Баткене, Кызыл-Кия, Тулосе, Зулпиева, Ынтымаке, других.

## Жертвы и пострадавшие
1 человек погиб в Худжанде. Он в панике прыгнул со второго этажа здания. По меньшей мере, 13 человек погибли и 86 — получили ранения в населённых пунктах Ферганской долины. 15 человек получили ранения в Кыргызстане.

## Инфраструктура Кыргызстана
На 3.94 млн. USD нанесён значительный ущерб, на 1.455 млн. USD — средний урон, на 395 тысяч USD нанесён незначительный ущерб. На восстановление городских поселений потребуется 5.79 млн. USD.

## Реакция властей

### Кыргызстан
Министерство по чрезвычайным ситуация Кыргызстана заявило, что интенсивность подземных толчков вблизи эпицентра достигала 7-8 баллов, в Баткене — 6 баллов по шкале MSK-64. Землетрясением разрушены свыше двухсот зданий, более четырёхсот домов и пятидесяти общественных зданий нанесён серьёзный ущерб, медицинская помощь оказана 15 людям. В Кадамжайской области Кыргызстана десятки тысяч жителей оставались без электричества. Спасательные службы возвели 85 тентов для людей, чьи дома были разрушены землетрясением. В горных районах дороги заблокированы горными обвалами. Эксперты продолжают вести работы в шахтах по предупреждению инцидентов.

### Узбекистан
Согласно поручению Президента Ислама Каримова правительство республики принимает оперативные меры по преодолению последствий чрезвычайного происшествия и оказанию всесторонней помощи пострадавшим.
На месте разрушений создан оперативный штаб по ликвидации последствий землетрясения и работают аварийно-спасательные подразделения МЧС.
Местными органами власти проводится необходимая работа по оказанию помощи пострадавшему от землетрясения населению, которое взяло на себя все расходы по организации и захоронения пострадавших.
В настоящее время специально созданная комиссия осуществляет уточнение масштабов чрезвычайной ситуации, а также информации по погибшим и пострадавшим.